# Lucéram
Lucéram [lyseʁam]  est une commune française située dans le département des Alpes-Maritimes en région Provence-Alpes-Côte d'Azur. Ses habitants sont appelés les Lucéramois.
Lucéram possède le village de Peïra-Cava, première station de sports d'hiver du département créée à l'initiative de Victor de Cessole en 1909, auquel l'on accède par le col Saint-Roch et le col de l'Orme. Carrefour de la route du sel, étape de la route du Baroque de la région niçoise, le village comporte de nombreux monuments ecclésiastiques et médiévaux, ainsi que des retables de Ludovico Brea.

## Géographie
Le vieux village est bâti sur un éperon rocheux, qui domine le Paillon. En fond de vallée, il est un carrefour de la route du sel qui mène du port de Nice à la Savoie, en passant par la vallée de la Vésubie. Le village se situe à 650 m d'altitude, à 27 km de Nice par la D 2566.

### Territoire communal
Le village possède une commune assez vaste, de 65,2 km2, qui se découpe en plusieurs hameaux : Peïra-Cava, Saint-Laurent, Les Mounts, les Mortissons, Garibert et le Tournet. Entouré par les communes de Sospel, Moulinet, l'Escarène, Touët-de-l'Escarène, Berre-les-Alpes, Duranus, Coaraze, Utelle et Lantosque, Lucéram est un village de moyenne-montagne de l'arrière-pays niçois.
La commune offre des paysages de maquis, de forêts de pins, de chênes ou de sapins et d'épicéas, notamment vers Peïra-Cava. Les anciennes restanques offrent encore à la vue de nombreux oliviers qui font aujourd'hui partie de l'aire de l'AOC « Huile d'olive de Nice ».
En plein cœur du Pays niçois, la commune de Lucéram fait partie des Préalpes de Nice et compte la Cime de Peïra-Cava (1 581 m) pour point culminant. Ses nombreux maquis et forêts sont soumis à un fort risque d'incendie. En 2003, un incendie a ravagé plus de 2 000 hectares de forêts, notamment entre le col Saint-Roch, le col de l'Orme et le col de Braus. Depuis, la végétation a repris ses droits, et des opérations de replantations d'arbres ont été menées grâce au concours du Prince Albert II de Monaco.

### Communes limitrophes
| Utelle           | Lantosque                       | Moulinet |
| Duranus, Coaraze | Lucéram                         | Sospel   |
| Berre-les-Alpes  | L'Escarène, Touët-de-l'Escarène | Sospel   |

#### Le vieux-village: cité médiévale
La plus ancienne partie du village fut construite vers le XIIIe siècle, sur un éperon rocheux appelé le Baous. De nombreuses rues étroites en escalier serpentent depuis la place Adrien Barralis jusqu'au pied de la tour à la gorge fendue, pour la partie haute, et la rue du Docteur Moriez traverse la partie basse.

### Climat
Pour des articles plus généraux, voir Climat de Provence-Alpes-Côte d'Azur et Climat des Alpes-Maritimes.
En 2010, le climat de la commune est de type climat méditerranéen altéré, selon une étude du Centre national de la recherche scientifique s'appuyant sur une série de données couvrant la période 1971-2000. En 2020, Météo-France publie une typologie des climats de la France métropolitaine dans laquelle la commune est dans une zone de transition entre le climat de montagne et le climat méditerranéen et est dans la région climatique  Var, Alpes-Maritimes, caractérisée par une pluviométrie abondante en automne et en hiver (250 à 300 mm en automne), un très bon ensoleillement en été (fraction d’insolation > 75 %), un hiver doux (8 °C) et peu de brouillards. 
Pour la période 1971-2000, la température annuelle moyenne est de 11,8 °C, avec une amplitude thermique annuelle de 15,7 °C. Le cumul annuel moyen de précipitations est de 996 mm, avec 5,7 jours de précipitations en janvier et 4,4 jours en juillet. Pour la période 1991-2020, la température moyenne annuelle observée sur la station météorologique installée sur la commune est de 9,4 °C et le cumul annuel moyen de précipitations est de 1 038,8 mm. 
La température maximale relevée sur cette station est de 33 °C, atteinte le 28 juin 2019 ; la température minimale est de −15 °C, atteinte le 23 février 2005,,. 
| Mois                                  | jan.             | fév.         | mars          | avril         | mai             | juin         | jui.          | août          | sep.          | oct.          | nov.            | déc.            | année    |
| ------------------------------------- | ---------------- | ------------ | ------------- | ------------- | --------------- | ------------ | ------------- | ------------- | ------------- | ------------- | --------------- | --------------- | -------- |
| Température minimale moyenne (°C)     | −0,9             | −1,1         | 1,1           | 3,4           | 7,3             | 11,1         | 13,6          | 13,7          | 9,8           | 6,6           | 2,5             | 0               | 5,6      |
| Température moyenne (°C)              | 2,2              | 2,3          | 4,9           | 7,3           | 11,4            | 15,4         | 18,2          | 18,3          | 13,8          | 10            | 5,5             | 2,9             | 9,4      |
| Température maximale moyenne (°C)     | 5,3              | 5,7          | 8,8           | 11,3          | 15,5            | 19,7         | 22,7          | 22,8          | 17,9          | 13,5          | 8,4             | 5,9             | 13,1     |
| Record de froid (°C) date du record   | −11,5 31.01.1999 | −15 23.02.05 | −10 01.03.05  | −6,2 07.04.21 | −2,4 06.05.1991 | 0,6 01.06.06 | 5,7 16.07.00  | 6 31.08.12    | 0,9 28.09.07  | −3,5 29.10.12 | −8,8 22.11.1998 | −11 30.12.1996  | −15 2005 |
| Record de chaleur (°C) date du record | 18,6 01.01.22    | 19 24.02.20  | 21,3 21.03.02 | 22,7 10.04.11 | 26,9 25.05.09   | 33 28.06.19  | 29,6 22.07.22 | 31,8 24.08.23 | 26,7 04.09.23 | 26 08.10.23   | 20,7 10.11.15   | 19,3 23.12.1991 | 33 2019  |
| Précipitations (mm)                   | 82               | 57,2         | 60,1          | 92            | 87,9            | 60,1         | 44,2          | 46,7          | 91,9          | 142           | 165,8           | 108,9           | 1 038,8  |

| Diagramme climatique                                  |             |            |           |             |              |              |              |             |            |             |           |
| J                                                     | F           | M          | A         | M           | J            | J            | A            | S           | O          | N           | D         |
| 5,3−0,982                                             | 5,7−1,157,2 | 8,81,160,1 | 11,33,492 | 15,57,387,9 | 19,711,160,1 | 22,713,644,2 | 22,813,746,7 | 17,99,891,9 | 13,56,6142 | 8,42,5165,8 | 5,90108,9 |
| Moyennes : • Temp. maxi et mini °C • Précipitation mm |             |            |           |             |              |              |              |             |            |             |           |

Les paramètres climatiques de la commune ont été estimés pour le milieu du siècle (2041-2070) selon différents scénarios d'émission de gaz à effet de serre à partir des nouvelles projections climatiques de référence DRIAS-2020. Ils sont consultables sur un site dédié publié par Météo-France en novembre 2022.

## Urbanisme

### Typologie
Au 1er janvier 2024, Lucéram est catégorisée bourg rural, selon la nouvelle grille communale de densité à 7 niveaux définie par l'Insee en 2022.
Elle est située hors unité urbaine. Par ailleurs la commune fait partie de l'aire d'attraction de Nice, dont elle est une commune de la couronne,. Cette aire, qui regroupe 100 communes, est catégorisée dans les aires de 200 000 à moins de 700 000 habitants,.

### Occupation des sols
L'occupation des sols de la commune, telle qu'elle ressort de la base de données européenne d’occupation biophysique des sols Corine Land Cover (CLC), est marquée par l'importance des forêts et milieux semi-naturels (95,7 % en 2018), en diminution par rapport à 1990 (99,6 %). La répartition détaillée en 2018 est la suivante : 
forêts (47,5 %), milieux à végétation arbustive et/ou herbacée (43,2 %), espaces ouverts, sans ou avec peu de végétation (5 %), cultures permanentes (2,4 %), zones urbanisées (1,2 %), prairies (0,4 %), zones agricoles hétérogènes (0,4 %).
L'évolution de l’occupation des sols de la commune et de ses infrastructures peut être observée sur les différentes représentations cartographiques du territoire : la carte de Cassini (XVIIIe siècle), la carte d'état-major (1820-1866) et les cartes ou photos aériennes de l'IGN pour la période actuelle (1950 à aujourd'hui).

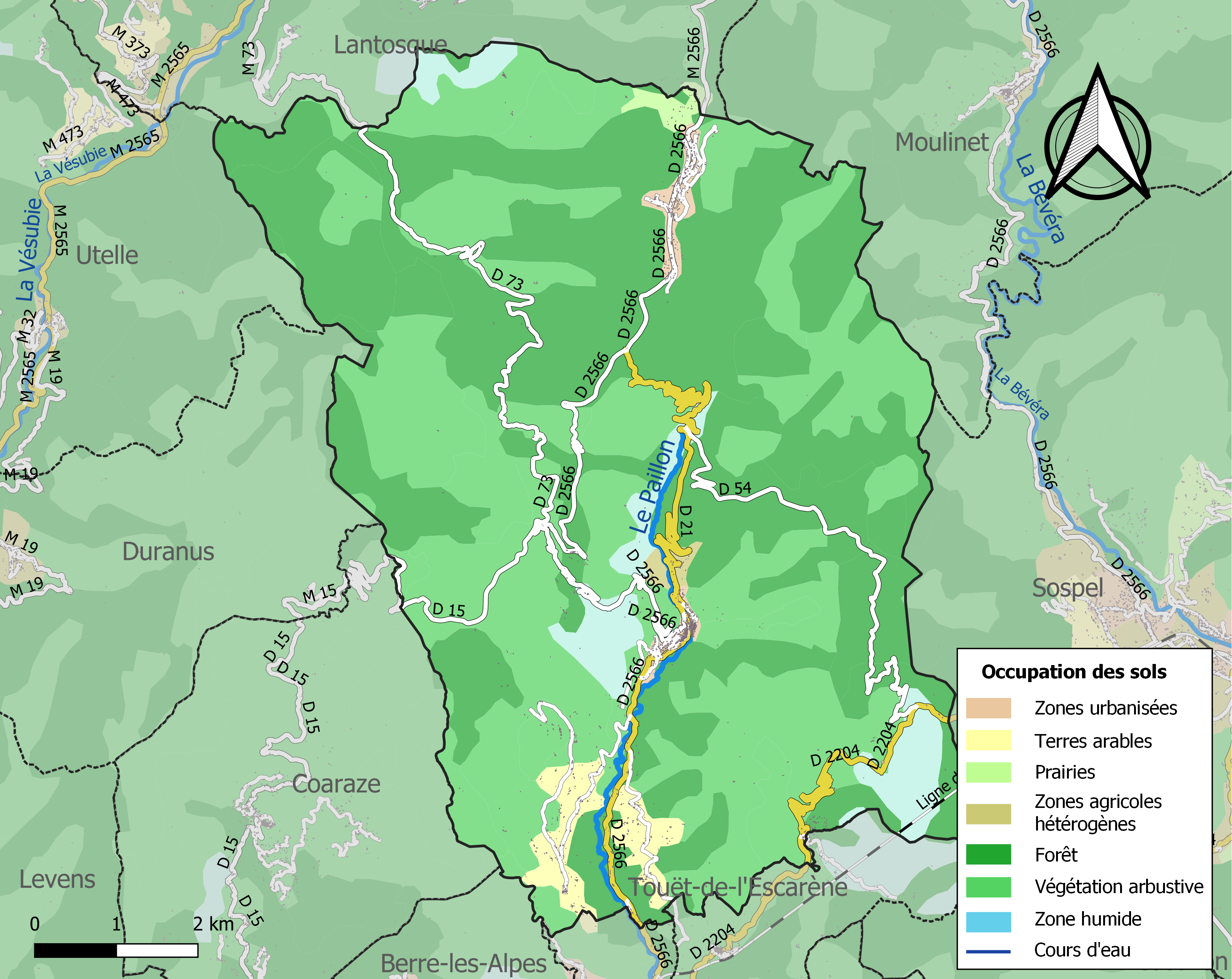
Carte de l'occupation des sols de la commune en 2018 (CLC).

## Toponymie
L'origine du nom Lucéram est incertaine :
- Il serait originaire du nom Lucerius ou Lucerus. Lucerius était un moine bénédictin du VIIIe siècle, originaire de Provence qui est devenu abbé de l'Abbaye de Farfa, dans le Latium.[réf. nécessaire]
- Le nom serait un dérivé d'un certain Luceranus qui apparaît dans les textes en 1057, et aurait ainsi donné son nom au village.[réf. nécessaire]
- L'expression latine Lux eram ("j'étais la lumière") pourrait également être à l'origine du nom.[réf. nécessaire]
- Durante donne une autre expression, Lucus eram ("j'étais un bois sacré"), semblerait se référer à la vénération antique des forêts, dont le village était entouré. Cette étymologie est discutable quand on la rapproche de sa dénomination latine Pagus Liccirum[13],[14]. Louis Durante indique aussi que cette formule signifiait que le village était construit sur une éminence entièrement boisée. Dans les textes anciens on trouve aussi Lucis-ramus ou Luciramus. Il fait de Lucéram la capitale de la peuplade des Lepontii citée sur l'inscription du Trophée des Alpes[15].

## Histoire
Au Ve siècle av. J.-C., arrivée des Ligures qui s'installent à Nice et dans l'arrière-Pays. D'après Louis Durante, Lucéram était la capitale de la peuplade des Lepontii citée sur l'inscription du Trophée des Alpes. C'est une des dernières peuplades vaincues par les Romains dans les Alpes-Maritimes. Ils auraient alors installé un poste militaire à Lucéram pour contrôler le passage sur une voie reliant La Turbie à la vallée de la Vésubie. De nombreuses pièces romaines (monnaies, poteries) sont les traces de cette présence.
Lucéram est mentionnée pour la première fois en 1057 (Lucerammo). Un personnage portant le nom de Luceranus ou Lucerus est cité à cette date.
En 1108, Lucéram est cité comme un lieu fortifié.
Le château de Lucéram est cité en 1156. Il est situé sur un promontoire, près d'une église, peut-être sur le site de la chapelle Saint-Jean.
Romée de Villeneuve intervient en Provence orientale avec le comte de Provence Raimond Béranger IV ou V pour en reprendre le contrôle et lutter contre l'influence grandissante de la république de Gênes qui lutte contre les comtes de Vintimille pour contrôler les villes côtières.
Charles Ier d'Anjou est comte de Provence, en 1246, par son mariage avec Béatrice de Provence.
Le 28 mars 1258 est signé le traité de Luceram par lequel les comtes Boniface et Georges de Vintimille vendent Breil, Saorge et autres fiefs au comte de Provence Charles Ier d'Anjou.

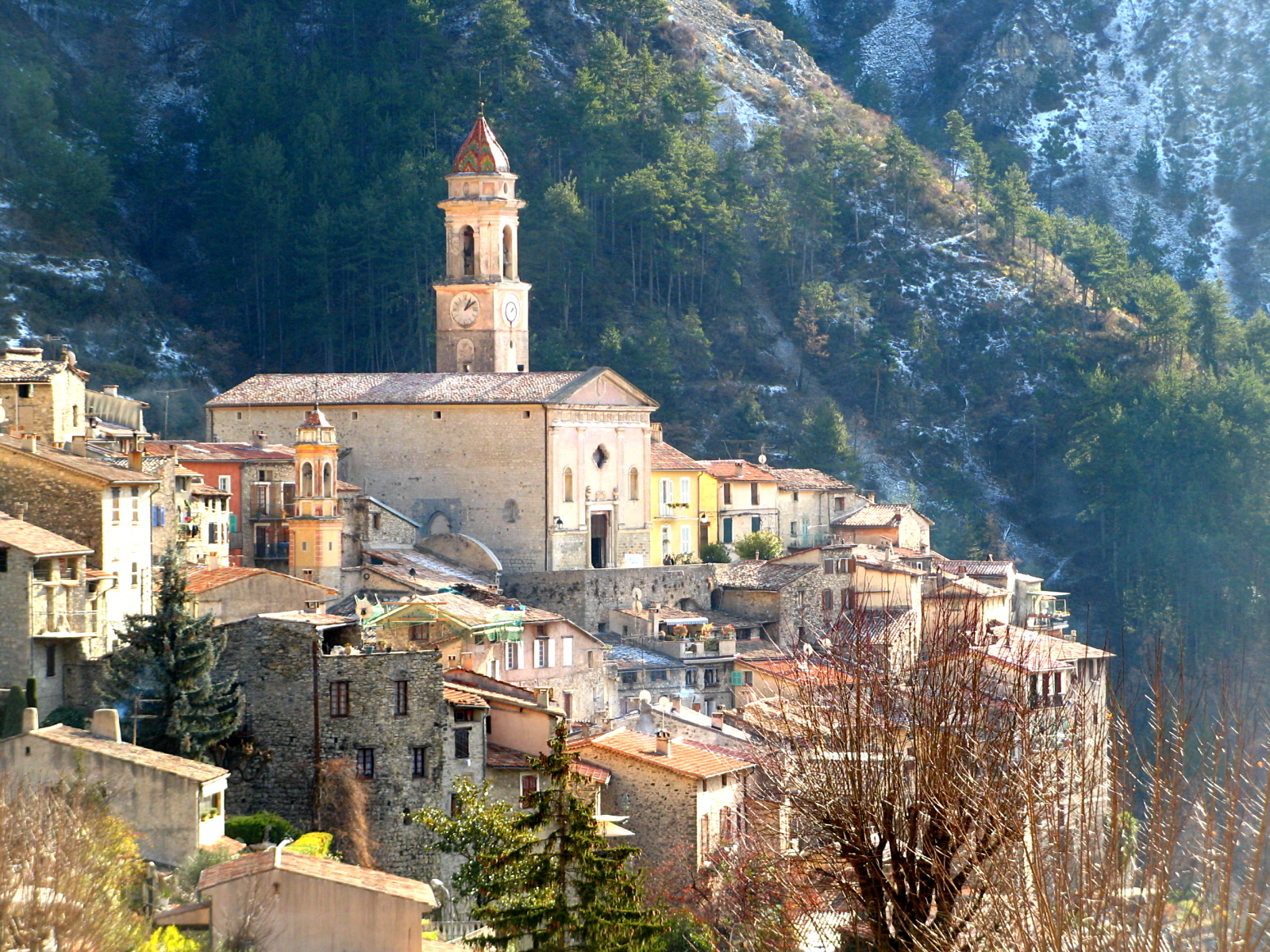
L'église Sainte-Marguerite de Lucéram

Les comtes de Vintimille cèdent leurs droits sur Lucéram au comte de Provence en 1272. C'est probablement à cette date qu'est construite la maison seigneuriale dont on peut encore voir une porte dans le mur nord de l'église Sainte-Marguerite de Lucéram. Le comte de Provence accorde une charte reconnaissant les franchises des habitants de la commune et leur indépendance administrative. Elle forme alors avec les villages voisins de Peille et Utelle une confédération républicaine indépendante.
Les communautés de Belvédère, Breil, La Bollène, Lantosque, La Tour, Lucéram, Peille, Roquebillière, Saint-Martin, Saorge, Sospel et Utelle signent le 28 janvier 1328 un accord pour mettre fin à une guérilla et de déprédations avec la communauté de Tende depuis 10 ans.
Après la mort de Jeanne Ire de Naples, Charles de Duras et Louis Ier d'Anjou s'affrontent. Le 26 avril 1383, à Lucéram, au cours du consilium generale de la viguerie, Antoine de Castello, notaire de Lucéram, reconnaît Charles Duras, roi de Naples, comme comte de Provence au nom des communautés de l'Escarène, Breil et Saorge. L'Union d'Aix fait sa soumission à Louis II d'Anjou le 21 octobre 1387. Profitant de l'affrontement entre deux prétendants pour le comté de Provence, Jean Grimaldi de Beuil, nommé sénéchal de Provence par Ladislas de Duras, et son frère Ludovic vont comploter pour obtenir un accroissement de leurs fiefs en promettant au comte de Savoie de lui apporter l'allégeance de la partie orientale de la Provence qui avait soutenu Charles de Duras. Le 28 septembre 1388, signature d'une charte entre la communauté de Nice et le comte Amédée VII, puis des autres communautés, à Lucéram, Sospel, le 17 octobre, conduisant à la dédition de Nice à la Savoie, formant les Nouvelles terres de Provence qui ne se sont appelées comté de Nice qu'en 1526. Au moment de cet accord, Lucéram, Levens et Peille ont protesté contre cette réunion en prétextant de l'achat de leur affranchissement à la reine Jeanne. L'hommage définitif de Nice et des autres communautés au comte de Savoie est passé à Nice le 16 novembre 1391. Cependant les communes de Lucéram, Levens et Utelle protestèrent en affirmant qu'ayant été formées en communautés libres par achat de leurs droits à la reine Jeanne elles ne voulaient pas participer à l'hommage définitif au comte de Savoie. Comme ces communautés étaient en position de défendre leurs droits, les représentants du comte préférèrent négocier.
L'accroissement de la population de Lucéram qui se trouve sur la route du sel entre Nice et le Piémont par la vallée de la Vésubie va entraîner la construction de nouveaux remparts pour la protéger. La tour nord-est date de 1395.
Amédée VIII va mener une politique pour contrôler les quatre vigueries des Nouvelles terres de Provence. En 1430 le comte de Savoie obtient l'hommage définitif de Lucéram moyennant la concession de plusieurs privilèges dont celui de la fourniture de sel à moitié prix de celui des autres communes et le droit de porter un couteau d'une palme et demy de lame.
L'ouverture de la route Paganine à l'initiative du fermier des gabelles de Nice Paganino Dalpozzo,, en 1434, va faire passer la route du sel par Levens, Duranus, Cros-d'Utelle, Saint-Martin-Lantosque, et gagner une journée pour atteindre Saint-Martin par rapport à la route passant par Lucéram et le col de Saint-Roch. Les autres routes sont encore soumises aux exactions du comte de Tende pour celle passant par le col de Tende et des seigneurs de Menton et Monaco pour celle passant par le littoral. La route du sel par la vallée de la Roya va se développer après l'acquisition par le duc de Savoie du comté de La Brigue, puis du comté de Tende, le 14 mai 1579, définitive en 1581. Les ducs de Savoie ont acheté la principauté d'Oneille en 1576.
En 1454, après les actions des ducs de Savoie contre les franchises des communautés, les communautés de la viguerie de Vintimille-Val de Lantosque s'adressent au duc Louis Ier pour lui demander de respecter les libertés des privilèges qui lui ont été accordés par l'acte de dédition du 17 octobre 1388.
Une épidémie de peste frappe le comté de Nice, en 1467, qui perd le tiers de sa population.
En 1483, le comte de Savoie envoie un commissaire pour dresser la limite des communautés à Braus, en présence des députés de Sospel, Peille, Touêt et Lucéram.
La chapelle Saint-Grat de Lucéram est décorée vers 1480-1485, probablement par Giovanni Baleison.
La construction de l'église Sainte-Marguerite de Lucéram est entreprise à partir de 1487. En l'année 1504, l'église est « achevée et décorée par les soins de Jean Bonfils, recteur de la paroisse, ainsi que l'indique l'inscription gothique tracée en noir à l'intrados de la voûte », d'après F. Brun.
La peste fait son apparition à Nice en février 1550.
Nouvelle épidémie de peste à Nice et dans le comté en 1580 faisant plusieurs milliers de morts.
En 1552, à la demande d'Anne Lascaris, comtesse de Tende, ses vassaux et des troupes de mercenaires s'emparent du château de Saorge. Le gouverneur de Nice envoie des troupes pour reprendre le château qui se sont renforcées des milices de Lucéram, l'Escarène, Sospel et Breil-sur-Roya.
Le 20 août 1564 un violent tremblement de terre est ressenti à Nice et dans l'arrière-pays.
Grâce à legs fait le 17 juillet 1624, création de l'hospice de Lucéram. Cet hospice ne possède aucun bâtiment mais donne des aides aux nécessiteux.
Nouvelle épidémie de peste à Nice et à Lucéram en 1630-1631
En 1691 une montagne glisse en faisant des destructions à Lucéram.
Après la guerre de la Ligue d'Augsbourg, le besoin d'argent amène le duc de Savoie à vendre des droits. En 1700 il donne une lettre d'inféodation de Lucéram en faveur d'Annibal Cotta.
Le 2 avril 1744, des troupes franco-espagnoles, les gallispans, franchissent le Var pendant la guerre de Succession d'Autriche. Ils prennent rapidement Nice, mais les troupes austro-sardes ont installé des camps retranchés pour protéger Villefranche où se trouve la flotte anglaise, et le col de Braus. Les troupes françaises s'avancent sur Peïra-Cava pour menacer la route du col de Tende. Les troupes austro-sardes se sont alors retirées sur Breil permettant aux troupes gallispanes d'attaquer le camp retranché de Villefranche dont les troupes sont évacuées par l'escadre anglaise vers Oneille. En 1746, les troupes franco-espagnoles sont battues à Plaisance entraînant une retraite sur le comté de Nice. Les combats se concentrèrent sur le littoral entre 1746-1747. La paix revient avec la signature du traité d'Aix-la-Chapelle.
Supplique de Louis Isnardi et d'Annibal Cauvin en 1766 pour rétablir un mont-de-piété à Lucéram.
Construction de la chapelle Saint-Pierre de Lucéram, en 1780.
La commune de Lucéram demande en 1785 de retirer du mont-de-piété et de l'hôpital des sommes pour les distribuer aux particuliers qui se trouvent réduits à la misère.
En 1792, les troupes françaises envahissent le comté de Nice. Après la prise de Nice, les combats vont se porter sur l'arrière-pays pour prendre des forts de Saorge. Une forme de guérilla est faite par les barbets. Les combats durent jusqu'en 1800. Après la chute de Napoléon Ier, le comté de Nice retourne à la maison de Savoie, en 1814.
Rattachement du comté de Nice à la France, sauf Tende et La Brigue, en 1860.
Début de la construction de la caserne de Peïra-Cava en 1876.
23 février 1887, le séisme ligure fait de nombreux dégâts à Lucéram.
Première compétition de ski à Peïra-Cava en 1909 organisée par la section de Nice du Club alpin français présidée par le comte Victor de Cessole.
Le pont du Vergier est inauguré en 1931.

## Politique et administration

### Liste des maires
| Période                                  | Période      | Identité                | Étiquette | Qualité                                             |
| ---------------------------------------- | ------------ | ----------------------- | --------- | --------------------------------------------------- |
| Les données manquantes sont à compléter. |              |                         |           |                                                     |
| 1860                                     | 1861         | Francesco Tommasi       |           |                                                     |
| 1861                                     | 1865         | Adrien Barralis         |           |                                                     |
| 1865                                     | 1872         | Clément Barralis-Ruffin |           |                                                     |
| 1872                                     | 1878         | Jean-Baptiste Trucchi   |           |                                                     |
| 1878                                     | 1884         | Victor Matheudi         |           |                                                     |
| 1884                                     | 1888         | Albert Moriez           |           |                                                     |
| 1888                                     | 1892         | Jean-Baptiste Audibert  |           |                                                     |
| 1892                                     | 1893         | François Barralis       |           |                                                     |
| 1893                                     | 1896         | Charles Lanteri         |           |                                                     |
| 1896                                     | 1901 (décès) | Jean-Baptiste Gal       |           |                                                     |
| 1901                                     | 1919         | Honoré Barralis         |           |                                                     |
| 1919                                     | 1929         | Albert Trucchi          |           | Conseiller d'arrondissement du canton de L'Escarène |
| 1929                                     | 1945         | François Trucchi        |           |                                                     |
| 1945                                     | 1947         | Édouard Raymond         |           |                                                     |
| 1947                                     | 1959         | Francis Barralis        |           |                                                     |
| 1959                                     | 1975         | Félix Gal               |           |                                                     |
| 1975                                     | mars 1989    | Charles-Etienne Barraya | PCF       |                                                     |
| mars 1989                                | mars 2001    | Francis Noat            | PCF       |                                                     |
| mars 2001                                | 2014         | André Gal               | DVG       |                                                     |
| 2014                                     | En cours     | Michel Calmet           |           | Retraité                                            |

## Population et société

### Démographie
L'évolution du nombre d'habitants est connue à travers les recensements de la population effectués dans la commune depuis 1751. Pour les communes de moins de 10 000 habitants, une enquête de recensement portant sur toute la population est réalisée tous les cinq ans, les populations de référence des années intermédiaires étant quant à elles estimées par interpolation ou extrapolation. Pour la commune, le premier recensement exhaustif entrant dans le cadre du nouveau dispositif a été réalisé en 2006.

En 2022, la commune comptait 1 249 habitants, en évolution de −2,8 % par rapport à 2016 (Alpes-Maritimes : +2,85 %, France hors Mayotte : +2,11 %).
| 1751 | 1793 | 1800 | 1806 | 1822  | 1838  | 1848  | 1858  | 1861  |
| ---- | ---- | ---- | ---- | ----- | ----- | ----- | ----- | ----- |
| 500  | 724  | 803  | 862  | 1 007 | 1 207 | 1 212 | 1 206 | 1 158 |

| 1866  | 1872  | 1876  | 1881  | 1886  | 1891  | 1896  | 1901  | 1906  |
| ----- | ----- | ----- | ----- | ----- | ----- | ----- | ----- | ----- |
| 1 127 | 1 090 | 1 038 | 1 034 | 1 128 | 1 048 | 1 434 | 1 282 | 1 238 |

| 1911  | 1921 | 1926 | 1931  | 1936  | 1946 | 1954 | 1962 | 1968 |
| ----- | ---- | ---- | ----- | ----- | ---- | ---- | ---- | ---- |
| 1 233 | 987  | 965  | 1 455 | 1 013 | 648  | 568  | 632  | 630  |

| 1975 | 1982 | 1990  | 1999  | 2006  | 2011  | 2016  | 2021  | 2022  |
| ---- | ---- | ----- | ----- | ----- | ----- | ----- | ----- | ----- |
| 694  | 889  | 1 026 | 1 035 | 1 228 | 1 224 | 1 285 | 1 264 | 1 249 |

### Manifestations culturelles et festivités
Le village des Paillons a fait de l'exposition de ses crèches une tradition depuis plus de 20 ans. La tradition fut lancée par Christiane Ricort en collaboration avec plusieurs associations et les habitants de la commune pour Noël 1998. Cette coutume perdure encore aujourd'hui attirant chaque année des milliers de curieux qui arpentent les rues du village.

## Économie
L'économie lucéramoise est fondée principalement sur le tourisme et quelques activités artisanales. Grâce à son patrimoine et ses nombreux monuments, son circuit des crèches et le plateau de Peïra-Cava, le village bénéficie d'aménités touristiques notables. Il est classé « commune touristique » depuis 1924 et a obtenu en 2012 une fleur au classement du Concours des villes et villages fleuris.
Cependant, les activités agricoles n'ont pas totalement disparu. Un moulin à huile demeure aux Mounts, et une ferme-auberge, la Gabelle, perpétue la tradition agro-sylvo-pastorale de l'arrière-pays niçois.
Tableau issu des données de l'INSEE, fondé sur les 121 établissements recensés au 31 décembre 2010 :
|                   | Tertiaire | Industrie | Construction | Agriculture |
| ----------------- | --------- | --------- | ------------ | ----------- |
| Lucéram           | 53,8 %    | 9,9 %     | 19,8 %       | 16,5 %      |
| Alpes-Maritimes   | 69,0 %    | 4,5 %     | 12,5 %       | 4,5 %       |
| Moyenne nationale | 71,5 %    | 18,3 %    | 6,1 %        | 4,1 %       |

Lucéram est-elle une ville-dortoir de la banlieue de Nice ? Lucéram se situe aux confins de l'espace périurbain de la Métropole Nice Côte d'Azur bien que faisant partie d'une autre intercommunalité. La commune de Lucéram ne compte que 157 emplois salariés ou non-salariés sur son territoire.

## Culture locale et patrimoine

### Sites et monuments
- L'église Sainte-Marguerite[43],[44] : elle se dresse sur une terrasse dominant Lucéram ; on aperçoit, à droite, les pans de murs crénelés et la tour, curieusement fendue, de l'enceinte fortifiée. L'édifice, de la fin du XVe siècle a été surchargé au XVIIIe siècle de stucs italiens. Il renferme de très belles œuvres d'art : cinq grands retables de l'école du maître niçois Ludovico Brea, auxquels ont été ajoutés des encadrements de stuc au XVIIIe siècle. Ces retables constituent l'ensemble le plus complet du comté de Nice. On remarquera particulièrement le retable de saint Antoine (XVe siècle) qui se trouve dans le transept droit, et celui de Sainte-Marguerite, à dix compartiments, attribué à Louis Bréa, derrière le maître-autel (XVIe siècle). Une restauration heureuse a permis de retrouver l'œuvre primitive de Bréa. Deux Pietà : l'une en plâtre sur étoffe, du XIIIe siècle, l'autre en bois peint, du XVIe siècle. Le trésor contient, outre une Vierge en albâtre du XVIe siècle. des pièces d'orfèvrerie remarquables dont une statuette en argent de Sainte-Marguerite (1500), des chandeliers d'argent massif du XVIIe siècle.
- Plusieurs chapelles existent sur le territoire de la commune, chapelle de Pénitents à l'intérieur du village, comme la chapelle Saint-Pierre ou la chapelle Saint-Jean, chapelles protégeant le village ou les marchands sur les chemins qui lui donnaient accès, comme les chapelles Notre-Dame-de-Bon-Cœur et la chapelle Saint-Grat. Certaines de ces chapelles ont été classées ou inscrites à l'Inventaire supplémentaire des Monuments historiques :
  - chapelle Notre-Dame-de-Bon-Cœur[45],[46],
  - chapelle Saint-Grat[47],[48],
  - chapelle Saint-Pierre, ou chapelle des Pénitents Noirs[49],
  - chapelle Saint-Jean, ou chapelle des Pénitents Blancs. La chapelle abrite le musée des vieux outils et de la vie locale[50],[51].
- Le service régional de l'inventaire a par ailleurs procédé à une étude très détaillée du patrimoine mobilier de la commune[52].
- Le village était protégé par une enceinte dont on peut encore voir plusieurs éléments, comme la tour ronde ouverte au sommet du village[53],[54].
- Moulins de Lucéram[55].
- Zone de Beasse[56].

### Personnalités liées à la commune
- Adrien Barralis (1818-1863), homme politique né et mort sur la commune.

### Héraldique
| Blason de Lucéram | Blason  | D'azur à l'étoile d'or (appointée aux bords de l'écu et) chargée d'une rose de gueules, boutonnée d'un cœur d'argent, pointée de sinople, accompagnée en chef de deux croisettes cousues de gueules et en pointe d'une tour d'argent. |
| Blason de Lucéram | Détails | Le statut officiel du blason reste à déterminer. |

## Galerie

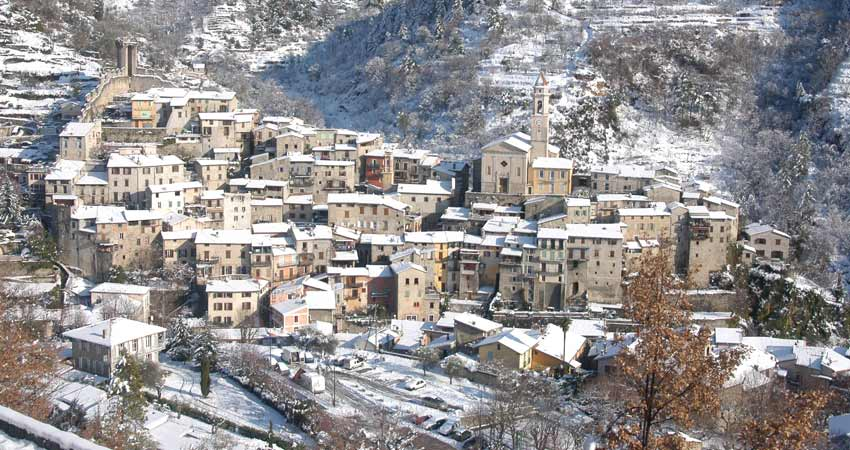
Lucéram en hiver.
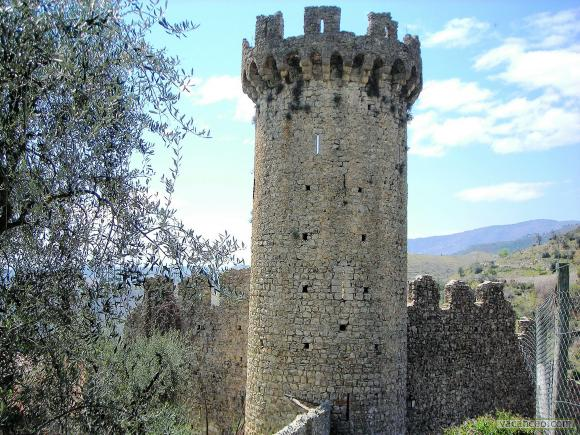
La Tour du village vue depuis l'arrière.
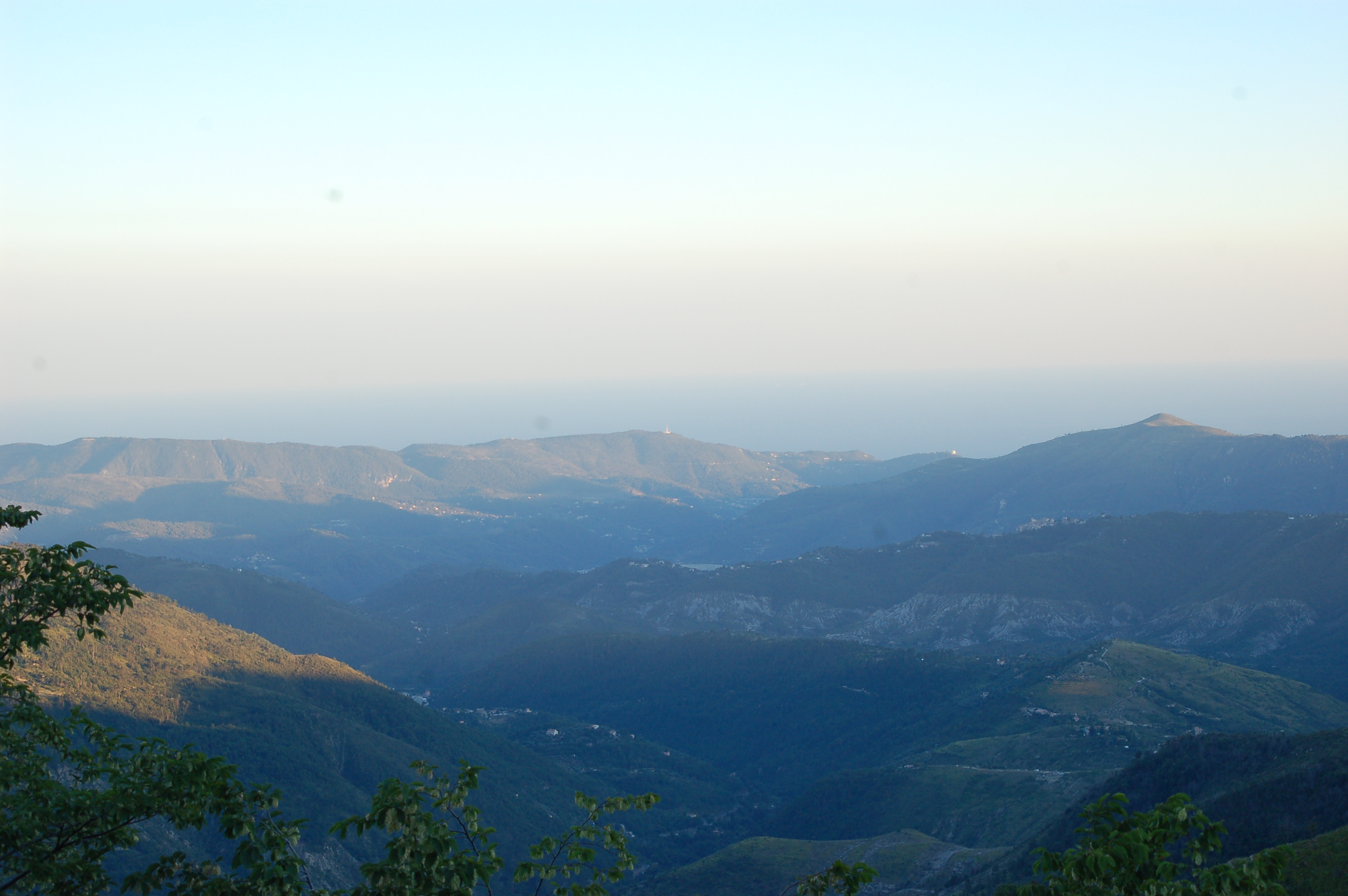
Vue depuis « La Cabanette », au-dessus du village, vers Peïra-Cava.